# ريوسي ناكاو
ريوسي ناكاو (中尾隆聖 ناكاو ريوسي) (اسمه الحقيقي توموهارو تاكيو (竹尾智晴 تاكيو توموهارو)) هو ممثل ياباني ولد في 5 فبراير 1951 في طوكيو.

## أدواره في الأنمي

### مسلسلات أنمي نلفزيونية
- بليتش - مايوري كوروتسوتشي
- رغيف العجيب - قط البكتيريا
- حكايات أشباح المدرسة - أمانوجاكو
- دي جرايمان - إيشي
- دراغون بول Z - فريزا
- دراغون بول GT - فريزا
- دراغون بول كاي - فريزا
- دراغون بول سوبر - فريزا
- مونتانا - ألفريد
- شيون نو أو - أوسامو كاميزونو
- فايس كرويتز - فارفاريلو
- كاوبوي بيبوب - روكو بونارو
- سوتن كورو - الراوي
- كيشين تايسن جيجانتيك فورميولا - إيسا ألي هاداد
- كامينوميزو شيرو سيكاي - أستاذ كوداما
- كامينوميزو شيرو سيكاي 2 - أستاذ كوداما
- كامينوميزو شيرو سيكاي فصل الحارسات - أستاذ كوداما
- ناروتو شيبودن - نيكوماتا
- روك لي وأصدقائه النينجا - سوك لي
- بيرسونا 4 ذي أنيميشن - أمينوساغيري
- ون بيس - إيريك، سيزر كراون
- مغامرات سوسان - سوسان
- موشيشي: التتمة - سوغورو (وسادة العشب)
- ويك أب, جيرلز! - سودو
- ون بنتش مان - فاكسين مان
- وادي الأمان - ظريف
- بوبتيبيبيك - بوبوكو (الحلقة 3B)
- غينتاما - داراكو
- ذا ريفليكشن - جيم

### أنمي الإنترنت
- نينجا سلاير فروم أنيميشن - ماستر تورتيس، ماستر كرين

### أوفا أنمي
- سينت سيا: ذا لوست كانفاس - إيكيلوس

### أفلام أنمي
- فيلم بليتش: ميموريز أوف نوبودي - مايوري كوروتسوتشي
- فيلم بليتش: ذا داياموند داست ريبيليون, هيورينمارو آخر - مايوري كوروتسوتشي
- فيلم بليتش: فايد تو بلاك, أنادي اسمك - مايوري كوروتسوتشي
- دراغون بول Z: إنتقام كولر - كولر, فريزا
- دراغون بول Z: عودة كولر - كولر
- دراغون بول Z: تجديد الدمج - فريزا
- دراغون بول Z: إعادة إحياء "F" - فريزا
- دراغون بول سوبر: برولي - فريزا
- أهلا بكم في عرض الفضاء - نيبو

## أدواره في ألعاب الفيديو
- تيل كونشرتو - فول
- كينغدوم هارتس II - لينغ
- باتل ستاديوم د.و.ن - فريزا
- جاي-ستارز فيكتوري فيرسيس - فريزا

## أدواره في الدبلجة اليابانية
- البط السري - دهمان بطة
- الضاحكون - ياكو
- القطار القطبي السريع - سموكي

## وصلات خارجية
- ريوسي ناكاو على موقع IMDb (الإنجليزية)
- ريوسي ناكاو على موقع ألو سيني (الفرنسية)
- ريوسي ناكاو على موقع ميوزك برينز (الإنجليزية)
- ريوسي ناكاو على موقع أول موفي (الإنجليزية)
- ريوسي ناكاو على موقع قاعدة بيانات الفيلم (الإنجليزية)
- ريوسي ناكاو على موقع كينوبويسك (الروسية)
- ريوسي ناكاو على موقع ANN person (الإنجليزية)
- صفحة IMDb